# جیمز لاسیتر
جیمز لاسیتر (انگلیسی: James Lassiter) یک تهیه‌کننده اهل ایالات متحده آمریکا است.

## فیلم‌شناسی
| سال       | فیلم                    | نقش       |
| --------- | ----------------------- | --------- |
| ۱۹۹۷      | Booty Call              | مجری طرح  |
| ۲۰۰۱      | علی                     | تهیه‌کننده |
| ۲۰۰۲      | وقت نمایش               | تهیه‌کننده |
| ۲۰۰۴-۲۰۰۷ | All of Us               | مجری طرح  |
| ۲۰۰۴      | من، ربات                | مجری طرح  |
| ۲۰۰۴      | Saving Face             | تهیه‌کننده |
| ۲۰۰۵      | هیچ                     | تهیه‌کننده |
| ۲۰۰۶      | ATL                     | تهیه‌کننده |
| ۲۰۰۶      | در جستجوی خوشبختی       | تهیه‌کننده |
| ۲۰۰۷      | من افسانه‌ام             | تهیه‌کننده |
| ۲۰۰۸      | هنکاک                   | تهیه‌کننده |
| ۲۰۰۸      | The Human Contract      | مجری طرح  |
| ۲۰۰۸      | لیک‌ویو تراس             | تهیه‌کننده |
| ۲۰۰۸      | The Secret Life of Bees | تهیه‌کننده |
| ۲۰۰۸      | هفت زندگی               | تهیه‌کننده |
| ۲۰۱۱      | Overboard               | تهیه‌کننده |
| ۲۰۱۲      | این یعنی جنگ            | تهیه‌کننده |
| ۲۰۱۳      | پس از زمین              | تهیه‌کننده |